# Hip hop iraniano
O hip hop iraniano, também conhecido como hip hop persa, refere-se à música hip hop desenvolvida no Irão. Tem as suas raízes na cultura do hip hop americano, mas também se lhe atribui inspiração da música iraniana contemporânea.

## História
O movimento de música hip hop iraniana surgiu na década de 2000, na capital do país, Teerão. Rappers underground iranianos começaram a gravação de mixtapes, e mais tarde combinaram o hip hop com elementos da música clássica iraniana.
A história exacta das actividades dos rappers iranianos não é possível, especialmente devido ao facto de que os artistas estavam sempre sob pressão. No entanto, é provável que Sorush Lashkari, mais conhecido pelo seu nome artístico Hichkas, é uma das pessoas que fundaram o grupo de música 021, um dos primeiros grupos a gravar música hip hop no Irão. Hichkas tem um estilo lírico único, teísta e nacionalista, evitando palavras vulgares, ao referir-se aos problemas sociais. O seu primeiro álbum, Jangale Asfalto ("Selva de asfalto"), foi um dos primeiros álbuns hip hop publicado ilegalmente no Irão, o que lhe valeu muito reconhecimento em comunidades iranianas. Também destaca-se o facto de que o grupo 021 foi co-fundado pelo duo Yashar e Shayan, que agora estão activos como um grupo underground chamado Vaajkhonyaa.
Zedbazi, um grupo hip hop fundado em abril de 2002, são conhecidos como pioneiros do rap gangsta no Irão. Rapidamente conseguiram uma enorme popularidade entre os jovens, devido, principalmente, às suas controversas letras cheias de blasfémias e descrições de encontros sexuais e uso de drogas. Também se lhes atribui a criação de um novo movimento na música iraniana.
Bahram Nouraei, um cantor de hip hop underground e ex-prisioneiro iraniano, foi catalogado como uma das "50 Pessoas formando a Cultura de Médio Oriente" pelo HuffPost, em agosto de 2012. A sua obra mais popular, Inja Irane ("Aqui é Irão"), é descrita como uma "crítica mordaz do país" por Rolling Stone.
Yas foi o primeiro rapper iraniano a ser autorizado para apresentar as suas músicas publicamente pelo governo. Atingiu fama nacional por escrever uma canção titulada CD ro Beshkan ("Romper o disco"), a respeito de Zahra Amir Ebrahimi, uma conhecida actriz iraniana que foi vítima de um escândalo por vídeo sexual. A 21 de dezembro de 2011, foi eleito pelos votantes como o "Artista da Semana" em MTV, chamado o "contundente MC de Teerão ".